# Gimnastyka na Letnich Igrzyskach Olimpijskich 1912 – wielobój drużynowy mężczyzn
Wielobój drużynowy mężczyzn inaczej wielobój w systemie europejskim był jedną z czterech konkurencji gimnastycznych rozgrywanych podczas V Letnich Igrzysk Olimpijskich w Sztokholmie w 1912 roku. Zawody odbyły się 11 lipca na Stadionie Olimpijskim. Złoty medal zdobyła drużyna włoska pod kierownictwem Cornelio Cavalliego.
Oficjalną nazwą tej konkurencji było: Konkurencja drużynowa II - z ćwiczeniami w określonych warunkach. Każda z reprezentacji mogła wystawić jeden skład gimnastyków. Drużyny złożone z 16-40 gimnastyków musiały wykonać swoje ćwiczenia w ciągu jednej godziny, włączając w to wmarsz na arenę i wymarsz. Ćwiczenia były wykonywane na czterech drążkach, czterech koniach z łękami i czterech parach poręczy gimnastycznych. Każdy z zawodników wykonujących ćwiczenia na tych przyrządach był oceniany indywidualnie w skali 0-12 punktów. Każda z drużyn sama zapewniała sobie sprzęt do ćwiczeń wolnych na stojąco. Ćwiczenia te były oceniane w skali 0-12 punktów. Wielobój obejmował także ćwiczenia wolne oceniane w skali od 0-10 punktów. Maksymalna liczba punktów do zdobycia wynosiła 58 punktów. Ćwiczenia były oceniane przez pięciu sędziów.

## Lista startowa
| Numer | Reprezentacja   | Czas          | Skład                                                                              | Skład                                                                       | Skład                                                                             | Strój |
| ----- | --------------- | ------------- | ---------------------------------------------------------------------------------- | --------------------------------------------------------------------------- | --------------------------------------------------------------------------------- | --- |
| 1.    | Luksemburg      | 9:30 - 10:30  | N. Adam Ch. Behm A. Bordang F. Wirtz F. Wagner                                     | F. Hentges P. Hentges J-B. Horn N. Kanivé A. Wehrer M. Hemmerling           | N. Kummer M. Langsam E. Lanners J-P. Thommes J. Zuang                             | Biała koszulka z rękawami do łokci, czarne getry z białą poszewką.                                                                     |
| 2.    | Węgry           | 10:30 - 11:30 | S. Fóti I. Gellért G. Halmos O. Hellmich I. Herczeg                                | L. Aradi J. Berkes I. Erdődy Ö. Téry G. Tuli J. Keresztessy                 | J. Krizmanich E. Pászti Á. Pédery J. Reti F. Szűts                                | Biała koszulka gimnastyczna z godłem Węgier na piersi, białe spodnie, żółty pas, białe buty.                                           |
| 3.    | Ces. Niemieckie | 11:30 - 12:30 | W. Brülle J. Buder W. Engelmann A. Glockauer W. Jesinghaus K. Jordan               | R. Körner H. Pahner K. Reichenbach J. Reuschle K. Richter H. Roth           | A. Seebaß E. Sorge A. Sperling A. Staats H. Werner M. Worm                        | Biała koszulka z długimi rękawami, z szerokim poprzecznym pasem na piersi i plecach; białe spodnie, czarny pas, żółte buty.            |
| 4.    | Wielka Brytania | 14:00 - 15:00 | A. Betts W. Cowhig S. Cross H. Dickason H. Drury B. Franklin L. Hanson S. Hodgetts | W. MacKune R. McLean A. Messenger H. Oberholzer E. Pepper E. Potts R. Potts | Ch. Luck G. Ross Ch. Simmons A. Southern W. Titt Ch. Vigurs S. Walker J. Whitaker | Biała koszulka z krótkimi rękawami, z flagą Wielkiej Brytanii na piersi; białe krótkie spodenki, czerwony pas, białe getry, białe buty |
| 5.    | Włochy          | 15:00 - 16:00 | P. Bianchi G. Boni A. Braglia G. Domenichelli C. Fregosi A. Gollini                | F. Loi L. Maiocco G. Mangiante L. Mangiante S. Mazzarocchi G. Romano        | P. Salvi L. Savorini A. Tunesi G. Zampori U. Zanolini A. Zorzi                    | Biała koszulka z rękawami do łokci, czarne getry z pasami, białe buty.                                                                 |

## Wyniki
Sędziowie:
- Abr. Clod-Hansen
- Cesare Tifi
- A. E. Syson
- Wagner Hohenlobbese
- Michael Bély

### Luksemburg
| Ćwiczenie            | Wykonanie | Clod-Hansen | Tifi  | Syson | Wagner | Bély  | Razem  | Średnia |
| -------------------- | --------- | ----------- | ----- | ----- | ------ | ----- | ------ | ------- |
| Ćw. wolne na stojąco | Wmarsz    | 1           | 0.75  | 0.25  | 0      | 0.50  |        |         |
| Ćw. wolne na stojąco | Wykonanie | 9           | 7     | 2     | 6      | 6     |        |         |
| Drążek               | Wejście   | 1           | 0.50  | 0.25  | 0      | 1     |        |         |
| Drążek               | Wykonanie | 9           | 6.50  | 3.25  | 0      | 1     |        |         |
| Drążek               | Zejście   | 1           | 0.25  | 0.25  | 6      | 4     |        |         |
| Poręcze              | Wejście   | 0.75        | 0.50  | 0.25  | 1      | 1     |        |         |
| Poręcze              | Wykonanie | 8           | 7     | 4.75  | 6      | 3     |        |         |
| Poręcze              | Zejście   | 1           | 0.75  | 0.25  | 1      | 1     |        |         |
| Koń z łękami         | Wejście   | 0.75        | 0.75  | 0.25  | 1      | 1     |        |         |
| Koń z łękami         | Wykonanie | 9           | 5     | 4     | 8      | 4     |        |         |
| Koń z łękami         | Zejście   | 1           | 0.75  | 0.25  | 1      | 1     |        |         |
| Ćw. wolne            | Wykonanie | 9           | 7     | 6.25  | 8      | 9     |        |         |
|                      | Razem     | 50.50       | 36.75 | 22    | 38     | 32.50 | 179.75 | 35.95   |

### Węgry
| Ćwiczenie                  | Wykonanie | Clod-Hansen | Tifi | Syson | Wagner | Bély  | Razem  | Średnia |
| -------------------------- | --------- | ----------- | ---- | ----- | ------ | ----- | ------ | ------- |
| Ćwiczenia wolne na stojąco | Wmarsz    | 0.75        | 1.50 | 1     | 1      | 2     |        |         |
| Ćwiczenia wolne na stojąco | Wykonanie | 7.75        | 9    | 6.75  | 9      | 10    |        |         |
| Drążek                     | Wejście   | 0.25        | 0.75 | 0.50  | 1      | 1     |        |         |
| Drążek                     | Wykonanie | 3           | 8    | 6.50  | 8      | 8.50  |        |         |
| Drążek                     | Zejście   | 1           | 0.75 | 0.50  | 1      | 1     |        |         |
| Poręcze                    | Wejście   | 0.75        | 0.75 | 0.50  | 1      | 1     |        |         |
| Poręcze                    | Wykonanie | 5           | 7    | 7.25  | 9      | 8     |        |         |
| Poręcze                    | Zejście   | 0.75        | 0.75 | 0.50  | 1      | 1     |        |         |
| Koń z łękami               | Wejście   | 1           | 0.75 | 0.50  | 1      | 1     |        |         |
| Koń z łękami               | Wykonanie | 9           | 6    | 6.75  | 9      | 10    |        |         |
| Koń z łękami               | Zejście   | 1           | 0.75 | 0.25  | 1      | 1     |        |         |
| Ćwiczenia wolne            | Wykonanie | 7           | 8    | 8.50  | 10     | 10    |        |         |
|                            | Razem     | 37.25       | 44   | 39.50 | 52     | 54.50 | 227.25 | 45.45   |

### Cesarstwo Niemieckie
| Ćwiczenie                  | Wykonanie | Clod-Hansen | Tifi  | Syson | Wagner | Bély  | Razem | Średnia |
| -------------------------- | --------- | ----------- | ----- | ----- | ------ | ----- | ----- | ------- |
| Ćwiczenia wolne na stojąco | Wmarsz    | 1           | 1.25  | 0.75  | 1      | 0.75  |       |         |
| Ćwiczenia wolne na stojąco | Wykonanie | 7           | 6     | 5     | 7      | 4     |       |         |
| Drążek                     | Wejście   | 0.25        | 0.50  | 0.50  | 1      | 0.75  |       |         |
| Drążek                     | Wykonanie | 7           | 5     | 5.50  | 9      | 3.50  |       |         |
| Drążek                     | Zejście   | 0.25        | 0.50  | 0.25  | 1      | 0.75  |       |         |
| Poręcze                    | Wejście   | 0.25        | 0.50  | 0.50  | 1      | 0.75  |       |         |
| Poręcze                    | Wykonanie | 7           | 4     | 6     | 8      | 3.25  |       |         |
| Poręcze                    | Zejście   | 0.50        | 0.50  | 0.50  | 1      | 0.75  |       |         |
| Koń z łękami               | Wejście   | 0.25        | 0.50  | 0.25  | 1      | 0.50  |       |         |
| Koń z łękami               | Wykonanie | 5           | 4     | 5.25  | 8      | 3     |       |         |
| Koń z łękami               | Zejście   | 0.25        | 0.50  | 0.50  | 1      | 0.50  |       |         |
| Ćwiczenia wolne            | Wykonanie | 4           | 4     | 5.25  | 10     | 4.25  |       |         |
|                            | Razem     | 32.75       | 27.25 | 30.25 | 49     | 22.75 | 162   | 32.40   |

### Wielka Brytania
| Ćwiczenie                  | Wykonanie | Clod-Hansen | Tifi  | Syson | Wagner | Bély  | Razem  | Średnia |
| -------------------------- | --------- | ----------- | ----- | ----- | ------ | ----- | ------ | ------- |
| Ćwiczenia wolne na stojąco | Wmarsz    | 1           | 1.25  | 1     | 1      | 1.25  |        |         |
| Ćwiczenia wolne na stojąco | Wykonanie | 9           | 7     | 6.50  | 8      | 5     |        |         |
| Drążek                     | Wejście   | 1           | 0.50  | 0.25  | 1      | 0.75  |        |         |
| Drążek                     | Wykonanie | 9           | 5     | 5.25  | 8      | 5.50  |        |         |
| Drążek                     | Zejście   | 1           | 0.50  | 0.75  | 1      | 0.75  |        |         |
| Poręcze                    | Wejście   | 1           | 0.50  | 0.25  | 1      | 0.75  |        |         |
| Poręcze                    | Wykonanie | 8           | 5     | 6.50  | 7.50   | 5     |        |         |
| Poręcze                    | Zejście   | 1           | 0.75  | 0.75  | 1      | 0.75  |        |         |
| Koń z łękami               | Wejście   | 1           | 0.75  | 0.50  | 1      | 0.75  |        |         |
| Koń z łękami               | Wykonanie | 8.50        | 5     | 7.50  | 7      | 3.50  |        |         |
| Koń z łękami               | Zejście   | 1           | 0.50  | 0.75  | 0.50   | 0.75  |        |         |
| Ćwiczenia wolne            | Wykonanie | 6           | 4     | 5     | 6      | 3.50  |        |         |
|                            | Razem     | 47.50       | 30.75 | 35    | 43     | 28.25 | 184.50 | 36.90   |

### Włochy
| Ćwiczenie                  | Wykonanie | Clod-Hansen | Tifi  | Syson | Wagner | Bély  | Razem  | Średnia |
| -------------------------- | --------- | ----------- | ----- | ----- | ------ | ----- | ------ | ------- |
| Ćwiczenia wolne na stojąco | Wmarsz    | 1.75        | 2     | 1.50  | 1      | 2     |        |         |
| Ćwiczenia wolne na stojąco | Execution | 9           | 9.50  | 8     | 8      | 9     |        |         |
| Drążek                     | Wejście   | 1           | 1     | 0.75  | 1      | 1     |        |         |
| Drążek                     | Wykonanie | 9.50        | 9.50  | 8.25  | 9.50   | 8.25  |        |         |
| Drążek                     | Zejście   | 1           | 1     | 1     | 0.50   | 1     |        |         |
| Poręcze                    | Wejście   | 1           | 1     | 1     | 0.50   | 1     |        |         |
| Poręcze                    | Wykonanie | 10          | 9.50  | 8.75  | 9.50   | 9.25  |        |         |
| Poręcze                    | Zejście   | 1           | 0.75  | 1     | 0.50   | 1     |        |         |
| Koń z łękami               | Wejście   | 1           | 1     | 1     | 1      | 1     |        |         |
| Koń z łękami               | Wykonanie | 9.75        | 9.50  | 7.25  | 10     | 9     |        |         |
| Koń z łękami               | Zejście   | 1           | 1     | 1     | 1      | 1     |        |         |
| Ćwiczenia wolne            | Wykonanie | 10          | 10    | 8.50  | 10     | 10    |        |         |
|                            | Razem     | 56          | 55.75 | 48    | 52.50  | 53.50 | 265.75 | 53.15   |